# Evanilson (ur. 1999)
Francisco Evanilson de Lima Barbosa (ur. 6 października 1999 w Fortalezie) – brazylijski piłkarz, występujący na pozycji napastnika w angielskim klubie Bournemouth oraz w reprezentacji Brazylii. Uczestnik Copa América 2024.
Wychowanek Fluminense, w trakcie swojej kariery grał także w takich zespołach, jak ŠTK 1914 Šamorín oraz Tombense.